# 克拉克斯內克 (肯塔基州)
克拉克斯內克（英語：Crackers Neck）是位於美國肯塔基州普瓦斯基縣的一個鬼鎮。

## 地理
克拉克斯內克所處的海拔為高於海平面305米（即1001英呎），而該地所採用的時區為UTC-5，即北美東部時區（EST）。同時該地設有夏令時間，為UTC-5調快一小時，即UTC-4（EDT）。